# World Series of Poker 1991
1991 års World Series of Poker (WSOP) pokerturnering hölls vid Binion's Horseshoe.

## Inledande event
| Event                        | Vinnare                | Pris (USD) | Tvåa             |
| ---------------------------- | ---------------------- | ---------- | ---------------- |
| $1 500 Omaha 8 or better     | Joe Becker             | $119 400   | Mel Judah        |
| $2 500 No Limit Hold'em      | Doyle Brunson          | $208 000   | Dan Stashkiw     |
| $1 500 No Limit Hold'em      | Brent Carter           | $166 800   | O'Neil Longson   |
| $5 000 Seven Card Stud       | Thomas Chung           | $142 000   | Josh Novak       |
| $1 500 Seven Card Stud       | Artie Cobb             | $146 400   | John Sears       |
| $1 500 Ace to Five Draw      | Pat Flanagan           | $106 800   | David Allred     |
| $5 000 Pot Limit Omaha       | Jay Heimowitz          | $126 000   | John Bonetti     |
| $1 500 Limit Omaha           | Phil Heinrich          | $92 000    | Chris Hatzakos   |
| $1 500 Limit Hold'em         | Max Lindel             | $256 000   | Eddie Schwettman |
| $2 500 Seven Card Stud       | Rodney H. Pardey       | $133 000   | Don Williams     |
| $5 000 Deuce to Seven Draw   | John Spadavecchia      | $58 500    | Dewey Tomko      |
| $2 500 Limit Hold'em         | Ron Stanley            | $203 000   | Steve Karabinas  |
| $1 500 Pot Limit Omaha       | An Tran                | $87 600    | Christer Björin  |
| $500 Ladies' Seven Card Stud | Donna Ward             | $28 200    | Toni Brown       |
| $5 000 Limit Hold'em         | Byron "Cowboy" Wolford | $210 000   | Erik Seidel      |
| $1 500 Seven Card Razz       | Charles Wright         | $231 000   | Steve Kopp       |

## Main Event
215 stycken deltog i Main Event. Varje deltagare betalade $10 000 för att delta.

### Finalbordet
| Placering | Namn           | Pris       |
| --------- | -------------- | ---------- |
| 1         | Brad Daugherty | $1 000 000 |
| 2         | Don Holt       | $402 500   |
| 3         | Bob Veltri     | $201 250   |
| 4         | Don Williams   | $115 000   |
| 5         | Perry Green    | $69 000    |
| 6         | Ali Farsai     | $34 500    |